# Ptinus clavipes
Ptinus clavipes är en skalbaggsart som beskrevs av Georg Wolfgang Franz Panzer 1792. Ptinus clavipes ingår i släktet Ptinus och familjen Ptinidae. Arten är reproducerande i Sverige. Inga underarter finns listade i Catalogue of Life.